# Yunier Pérez
Yunier Pérez Romero , né le 16 février 1985 à San José de las Lajas, est un athlète cubain, naturalisé espagnol en 2017, spécialiste des épreuves de sprint.

## Biographie
Plus à l'aise en salle qu'en plein air, Yunier Pérez établit régulièrement des chronos sur 60 m en dessous de 6 s 55. Il possède un record à 6 s 49, établit à Moscou en 2014. Le 8 février 2017, il remporte le meeting en salle de Paris en 6 s 54. 
Le 1er juin à Montreuil, il porte son record personnel du 100 m à 10 s 19 (ancien à 10 s 22 en 2009) puis l'améliore deux jours plus tard à Marseille en 10 s 12. La semaine suivant, il réussit 10 s 10 à Castellón (record personnel) avant de courir en 9 s 92 à Stockholm le 18, mais avec un vent beaucoup trop fort (+ 4,8 m/s). Le 28 juin, à Ostrava, il court en 10 s 09 (encore record personnel), seulement battu par Usain Bolt (10 s 06). Il le descend encore à Paris avec 10 s 05 puis à 10 s 03 à Sotteville-lès-Rouen et enfin 10 s 00 à Madrid, le 14 juillet.
Établi en Espagne depuis le 1er juin 2010 afin de concourir pour ce pays, il est naturalisé turc contre une grosse somme d'argent pour 3 mois, avant de renoncer. Il demande la naturalisation espagnole en 2014 et la reçoit en novembre 2017 mais le processus de gel des naturalisations de l'IAAF ne l'autorise pas à concourir de suite pour son nouveau pays, bien que Pérez espère s'aligner sur le 60 m des championnats du monde en salle 2018. Cela explique par ailleurs pourquoi l'athlète n'a participé à aucun championnat international depuis 2010 alors que ses références chronométriques lui assurent une place.
Le 25 janvier 2018, pour ses débuts sous les couleurs espagnoles, Yunier Pérez bat le record d'Espagne du 60 m à Ostrava en 6 s 53, améliorant les 6 s 55 de Ángel David Rodríguez de 2013. Le 6 février, il est battu à Düsseldorf par Su Bingtian (6 s 43) mais améliore son record d'Espagne en 6 s 52.

## Vie privée
Yunier Pérez est père d'un garçon né en 2008, mais ne l'a pas vu depuis sa déserte de l'équipe de Cuba en 2010, les lois l'interdisant de retourner sur le territoire pendant 8 ans.

## Palmarès
| Date                    | Compétition                                      | Lieu                               | Résultat          | Épreuve           | Temps             |
| Représentant Cuba       | Représentant Cuba                                | Représentant Cuba                  | Représentant Cuba | Représentant Cuba | Représentant Cuba |
| ----------------------- | ------------------------------------------------ | ---------------------------------- | ----------------- | ----------------- | ----------------- |
| 2008                    | Championnats d'Amérique centrale et des Caraïbes | Cali                               | 4e                | 200 m             | 20 s 84           |
| 2008                    | Championnats d'Amérique centrale et des Caraïbes | Cali                               | 1er               | 4 x 400 m         | 3 min 02 s 10     |
| 2009                    | Championnats d'Amérique centrale et des Caraïbes | La Havane                          | 4e                | 200 m             | 20 s 83           |
| 2010                    | Championnats ibéro-américains                    | San Fernando                       | 2e                | 100 m             | 10 s 37           |
| 2010                    | Championnats ibéro-américains                    | San Fernando                       | 1er               | 4 x 400 m         | 3 min 04 s 86     |
| Représentant l' Espagne |                                                  |                                    |                   |                   |                   |
| 2018                    | Circuit mondial en salle de l'IAAF               | Circuit mondial en salle de l'IAAF | 3e                | 60 m              | détails           |

## Records
| Épreuve | Épreuve   | Temps         | Lieu              | Date                          |
| ------- | --------- | ------------- | ----------------- | ----------------------------- |
| 60 m    | En salle  | 6 s 49 6 s 52 | Moscou Düsseldorf | 2 février 2014 6 février 2018 |
| 100 m   | Plein air | 10 s 00       | Madrid            | 14 juillet 2017               |
| 200 m   | Plein air | 20 s 75       | Cali La Havane    | 5 juillet 2008 5 juillet 2009 |